# Straightheads
Straightheads, intitulado Closure nos Estados Unidos (Straightheads - Desejo de Vingança (título em Portugal) ) é um filme de suspense britânico de estupro e vingança de 2007, que apresenta violência sexual brutal, que segue um casal que busca vingança contra um grupo de homens. Foi escrito e dirigido por Dan Reed, que fez sua estreia na direção, e apresenta Gillian Anderson e Danny Dyer.

## Sinopse
Adam, um técnico de segurança autônomo de 23 anos de idade, é contratado por uma empresária, Alice Comfort, para instalar um sistema de segurança em seu apartamento. Depois de terminar o trabalho, Adam adormece em uma cadeira de jardim em seu jardim. Quando Alice chega em casa e o encontra lá, ela pede impulsivamente para acompanhá-la a uma festa de inauguração de casa para seu chefe. Ele não tem certeza, mas acaba concordando.
No caminho para casa da festa, Alice e Adam são pegos atrás de um veículo em movimento lento, que Alice ultrapassa frustradamente enquanto Adam grita uma obscenidade para o motorista. Pouco tempo depois, Alice é distraída de dirigir e acidentalmente bate em um veado. Ela para o carro e eles arrastam o veado para fora da estrada. Enquanto eles o movem, o carro que Alice havia ultrapassado estaciona atrás do carro de Alice. Três homens saem, espancam Adam e violam Alice.
Um mês se passa, durante o qual Adam e Alice se curam fisicamente, mas ambos permanecem emocionalmente feridos. Ao retornar ao trabalho, Alice recebe uma notificação de que, enquanto estava hospitalizada após o estupro, seu pai morreu. Alice vai de carro até a propriedade dele para arrumar seus negócios, onde descobre um baú trancado que reconhece desde a infância. No caminho para casa, ela passa por um grupo de cavaleiros a cavalo, um dos quais ela reconhece ter a estuprado. Ela recebe o nome dele - Heffer - de um dos outros cavaleiros.
Alice então entra em contato com Adam, e ele segue para a casa do pai de Alice, onde ela diz que encontrou um dos homens responsáveis por atacá-los. Alice mostra a Adam o conteúdo do baú trancado de seu pai: um rifle e silenciador que seu pai aparentemente contrabandeava para casa depois de receber alta do exército. Alice então diz a Adam que ela pretende se vingar de Heffer.
Adam e Alice vão para a casa de Heffer com a intenção de matá-lo. Enquanto Alice se prepara para matá-lo, uma jovem (mais tarde identificada como a filha de Heffer, Sophie) sai de casa, procurando por seu cachorro Crisis, que foi morto pela dupla. Alice e Adam, perturbados ao ver o agressor como um ser humano, voltam para casa.
Nos próximos dias, Alice e Adam tentam determinar se devem seguir com seu plano. Adam, que está impotente desde o ataque, fica cada vez mais agressivo e comprometido com a ideia de assassinar Heffer. Alice, no entanto, ficou relutante em matar Heffer agora que o viu em um contexto humano; em vez disso, ela envia Adam para instalar equipamentos de segurança na casa de Heffer, na tentativa de determinar as identidades e os locais de seus amigos que participaram do estupro.
Adam consegue invadir a casa de Heffer e acaba no quarto de Sophie; inicialmente, ele apenas tenta mantê-la quieta para que ele possa sair de casa, mas ele sente um ataque repentino de raiva e começa a estuprá-la. No meio do ataque, ela foge de suas mãos e Adam volta para casa, capaz de manter uma ereção pela primeira vez desde o ataque.
No dia seguinte, Alice usa um laptop que controla as câmeras de segurança e assiste Heffer em sua casa. Ela percebe que sua intenção é se matar e depois de pegar o rifle, ela corre para a casa dele. Alice encontra Heffer em sua garagem, sentado em seu carro de corrida, tentando se matar com envenenamento por monóxido de carbono. Alice tira Heffer do carro e entra no ar fresco, salvando sua vida. No meio de um delírio do monóxido de carbono, Heffer — que não reconhece Alice — confessa que, há um mês, seus amigos manifestaram sua intenção de estuprar sua filha, mas que ele os convenceu a estuprar e espancar uma mulher e sua amiga no meio da estrada.
Nesse momento, Alice e Heffer ouvem Adam chamando do lado de fora, e Heffer de repente fica violento, agarrando-a com força, mas Alice o acerta e se liberta. Adam então entra em casa, bate em Heffer, o cola com fita adesiva na mesa da cozinha e o segura enquanto Alice o sodomiza com o cano do rifle que ela pegou no carro; assim que termina, ela se prepara para matá-lo, mas agora sentindo pena dele por causa das circunstâncias que cercam o estupro, ela decide não puxar o gatilho. Adam, enfurecido, pega uma faca de caça e atinge o olho de Heffer. Horrorizada, Alice foge; dirigindo de volta para a casa de seu pai, Alice vê Sophie pedindo carona e a convida para entrar em seu carro. Quando Sophie percebe que não está sendo levada para casa, ela pergunta a Alice para onde eles estão indo; Alice responde: "Em algum lugar seguro".
De volta à casa de Heffer, Adam provoca Heffer até ouvir um carro estacionando; quando um dos atacantes se aproxima da casa, Adam atira-o fatalmente na cabeça antes de perseguir o atacante restante pelos terrenos da casa de Heffer. Adam atira na perna dele enquanto ele foge, fazendo-o cair no chão. Adam então se aproxima do homem ferido e o golpeia até a morte com a coronha do rifle. Na cena final do filme, Adam se afasta de sua vítima final e se aproxima da tela para uma filmagem de perto. Ele efetivamente quebra a quarta parede olhando para o público - deixando o público refletir sobre o violento ato de vingança que Adam cometeu.

## Elenco
- Gillian Anderson como Alice Comfort
- Danny Dyer como Adam
- Anthony Calf como Heffer
- Francesca Fowler como Sophie
- Ralph Brown como Jamie
- Steven Robertson como Bill

## Recepção crítica
O Rotten Tomatoes informou que 40% dos 20 críticos de cinema listados deram uma avaliação positiva ao filme, com uma classificação média de 4,6 em 10.

## Lançamento de DVD e disco Blu-ray
Antes do lançamento no varejo no Reino Unido, Straightheads ficou disponível em DVD para locação em 24 de agosto de 2007. Foi lançado no varejo geral em 24 de setembro de 2007. Dan Reed relatou em seu blog que ele mesmo, Gillian Anderson e Danny Dyer gravaram o comentário em dezembro 2006. O comentário faz parte dos recursos especiais do DVD da Região 2, que também incluiu cenas deletadas com comentários em áudio (novamente de Anderson, Dyer e Reed), entrevistas nos bastidores e o trailer do cinema. Straightheads foi relançado em 13 de junho de 2011 com a nova arte da capa. Foi lançado em Blu-ray Disc em 22 de março de 2010, com os mesmos recursos especiais do lançamento do DVD da região 2.
Para seu lançamento nos EUA, Straightheads foi renomeado para Closure e lançado diretamente em DVD pela Sony Pictures. Conforme a data informada pelo site DVD Times, o DVD da região 1 foi lançado em 18 de setembro de 2007.